# Болотноје
Болотноје (рус. Болотное) град је у Русији у Новосибирској области. Према попису становништва из 2010. у граду је живело 16570 становника.

## Становништво
| 1939.  | 1959.  | 1970.  | 1979.  | 1989.  | 2002.  | 2010.  |
| ------ | ------ | ------ | ------ | ------ | ------ | ------ |
| 19.000 | 26.762 | 21.890 | 20.838 | 20.006 | 18.170 | 16.570 |